# Tatarów (szczyt)
Tatarów (710 m) – szczyt w Gorcach, znajdujący się w grzbiecie, który od Barda (948 m) poprzez Maciejową i Tatarów biegnie w północno-zachodnim kierunku opadając do Rabki Zdroju. Grzbiet ten oddziela dolinę Poniczanki od doliny Słonki (obydwie są dopływami Raby). Południowo-zachodni stok Tatarowa opada do doliny Poniczanki, stok północny i północno-zachodni do doliny Gorzkiego Potoku (dopływ Poniczanki), północno-wschodni do doliny Słonki. Stoki Tatarowa są częściowo lesiste, znaczną część stoków pokrywają pola uprawne miejscowości, nad którymi wznosi się Tatarów: Rabka-Zdrój i Ponice. Dolna część tych stoków należy już do Kotliny Rabczańskiej, która sięga do wysokości około 500–600 m n.p.m.
Na północnych stokach Tatarowa, nieco poniżej jego wierzchołka znajduje się źródło Zimne Serce dające początek Potokowi Gorzkiemu.

## Szlaki turystyki pieszej
Zachodnie stoki Tatarowa trawersuje Główny Szlak Beskidzki.
 odcinek: Rabka-Zdrój – Tatarów – Maciejowa – Przysłop – Bardo – Jaworzyna Ponicka – Pośrednie – Schronisko PTTK na Starych Wierchach – Groniki – Pudziska – Obidowiec – Rozdziele – Turbacz. Odległość 16,7 km, suma podejść 970 m, suma zejść 220 m, czas przejścia 5 godz. 35 min, z powrotem 4 godz. 50 min.